# 薩蘭諾耶湖

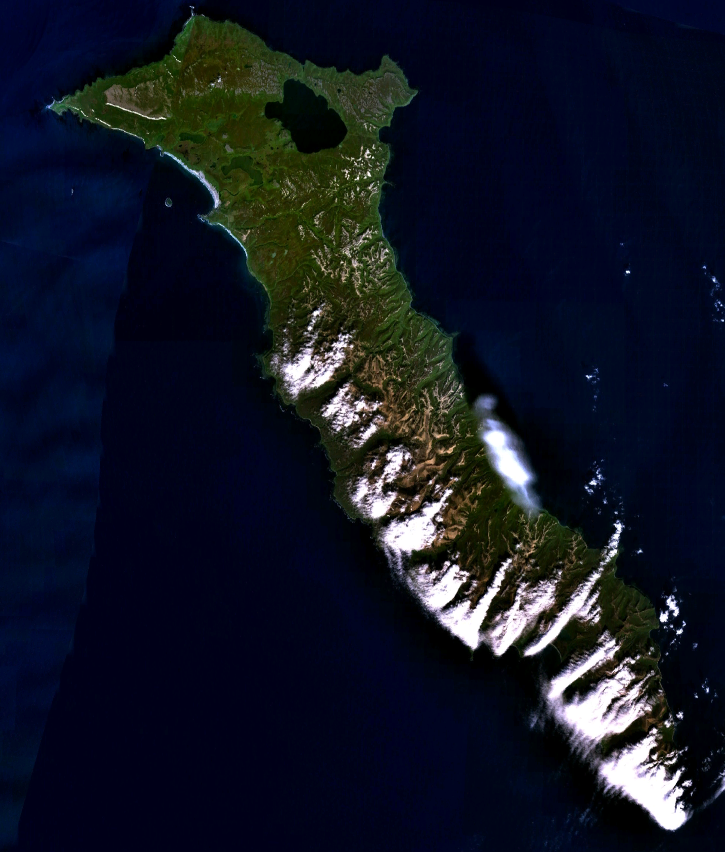

55°16′32″N 166°8′25″E / 55.27556°N 166.14028°E
薩蘭諾耶湖（俄语：Саранное озеро），是俄羅斯的湖泊，位於該國東北部，由堪察加邊疆區負責管轄，長8公里、寬4公里，面積32平方公里，海拔高度6.8米，湖岸線長度27公里，平均水深14米，最大水深31米。